# Strangalia xanthomelaena
Strangalia xanthomelaena är en skalbaggsart som beskrevs av Monné M. L. och Monné M. A. 2005. Strangalia xanthomelaena ingår i släktet Strangalia och familjen långhorningar. Inga underarter finns listade i Catalogue of Life.